# Abdi İpekçi-vredesmonument
Het Abdi İpekçi-vredesmonument is een monument voor de vermoorde Milliyet-hoofdredacteur Abdi İpekçi (1929-1979). Het monument bevindt zich aan de na hem vernoemde straat in het Istanboelse district Şişli in Turkije. Het monument is in 2000 geplaatst door de gemeente Şişli nabij de plek waar Abdi İpekçi vermoord is.

## Beschrijving
Het monument bestaat uit een 3,5 meter hoog sculptuur op een 70 cm hoge granieten fundering. In het midden van de compositie is een buste van Abdi İpekçi geplaatst. De buste wordt geflankeerd door twee studenten, een jongen en een meisje, die de buste omhoog houden met hun armen. Boven de buste staat een ronde boog, die wordt ondersteund door kolommen die doorlopen tot aan de fundering, achter beide studenten. Op de boog staat een duif met zijn vleugels uitgerekt alsof deze gaat vliegen.

## Geschiedenis
Het monument is door de beeldhouwer Gürdal Duyar gemaakt.
Het monument werd 21 jaar na de moord met een ceremonie onthuld in dezelfde straat waar İpekçi vermoord is. Die dag was er een ceremonie bij İpekçis graf op de Zincirlikuyu Begraafplaats. İpekçis familie en collega's hebben deze herdenkingsdienst bijgewoond. Ook was de voorzitter van de Turkse Journalisten Gemeenschap, Nail Gürel, erbij. Hij toonde de nood voor journalisme zoals İpekçi het ondernam. Er was ook een krans gestuurd door Andreas Politakis, de oprichter van de Abdi İpekçi Vriendschap en Vredesprijs, waarop stond "Abdi İpekçis visie voor de toenadering van Turkije en Griekenland wordt 21 jaar later gerealiseerd."
Na de ceremonie bij het graf werd de onthullingsceremonie door de Gemeente Şişli op de Abdi Ipekcistraat gehouden. Bij de ceremonie was ook toenmalig burgemeester Mustafa Sarıgül aanwezig. Hij gaf een korte toespraak waarna de hoofdredacteur van Milliyet, Yalçın Doğan, ook een korte toespraak gaf waarin hij het belang voor een gevoel van rechtvaardigheid uitte.
In 2006, nadat İpekçis moordenaar vrij kwam, gingen collega's van İpekçi demonstratief hem bij zijn monument eren, door onder andere bloemen te leggen.